# ニシヒメアマツバメ
ニシヒメアマツバメ（西姫天燕、学名：Apus affinis）は、アマツバメ目アマツバメ科に分類される鳥類。